# Појана (Марђинени)
Појана (рум. Poiana) насеље је у Румунији у округу Бакау у општини Марђинени. Oпштина се налази на надморској висини од 251 m.

## Становништво
Према подацима из 2011. године у насељу је живело 149 становника.